# Guillermo Stábile
Guillermo „El Filtrador“ Stábile (* 17. Januar 1906 in Buenos Aires; † 26. Dezember 1966) war ein argentinischer Fußballspieler (Stürmer) und Torschützenkönig bei der ersten Fußball-Weltmeisterschaft 1930. Auf Vereinsebene wurde er Meister mit CA Huracán und spielte in Italien beim Genoa CFC. Als Trainer gewann er mit Argentinien sechs Mal die Copa América. Zudem trainierte er Hurácan und den Racing Club Avellaneda, den er zu drei Landesmeisterschaften führte.

## Leben

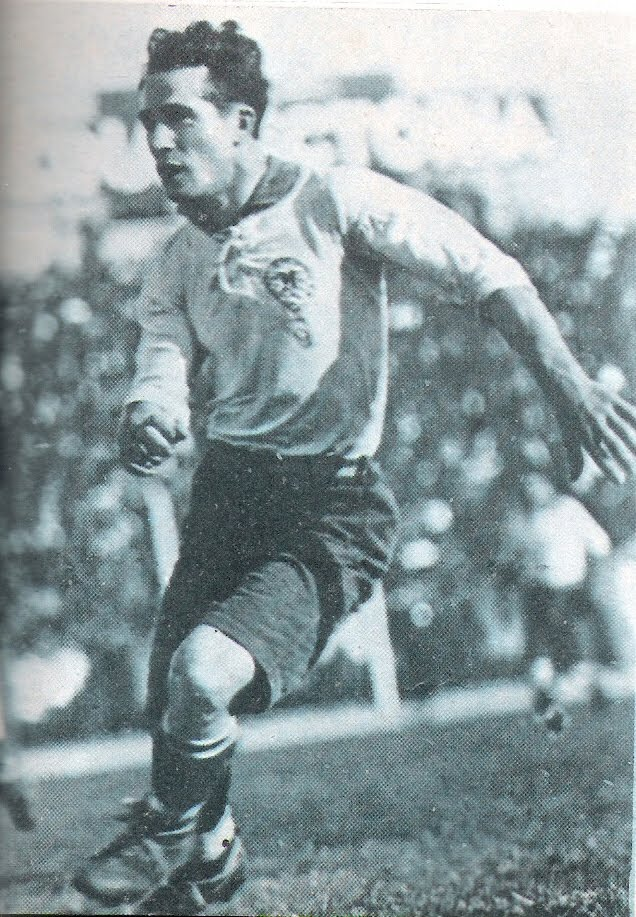
Guillermo Stábile bei CA Huracán (1928)

Guillermo Stábile begann mit dem Fußball bei Sportivo Metán, ging aber 1920 zum Erstligaverein CA Huracán. Dort debütierte er als 17-Jähriger und wurde mit der Mannschaft 1925 und 1928 argentinischer Meister.
Kurz vor der WM 1930 wurde Stábile für die Nationalmannschaft nominiert. Obwohl er nicht zur Stammelf gehörte, erzielte er in vier Spielen acht Tore und wurde somit der erste Torschützenkönig einer Fußball-WM. Trotz der Niederlage seiner Mannschaft im Finale gegen Uruguay wurde er zum Volkshelden. Nach der WM bestritt er keine weiteren Länderspiele für Argentinien.
Nach der WM wechselte Stábile nach Italien, wo er beim CFC Genua in der Saison 1931/32 auch als Co-Trainer neben Luigi Burlando fungierte. In jenen Jahren erzielte er in 41 Spielen 15 Tore für Genua. Nach dem Abstieg 1934 wechselte er für ein Jahr zur SSC Neapel, wo er in 20 Spielen drei Mal traf, und kehrte daraufhin für eine Saison zum wieder aufgestiegenen CFC Genua zurück, wo er aber nur noch einmal zum Zuge kam und dabei auch ein Tor erzielte. Zwischen 1936 und 1939 ließ Stábile seine Spielerkarriere beim französischen Erstligaklub Red Star Olympique in Paris ausklingen. Ab 1937 leitete er dabei als Spielertrainer auch das Training. In dieser Zeit lief er auch einmal für die französische Fußballnationalmannschaft auf.
Im August 1939 wurde Stábile Nationaltrainer der Argentinischen Fußballnationalmannschaft. Von 1941 bis 1958 gewann er mit seinem Team in 125 Spielen 83 Mal. Er führte Argentinien dabei in den Jahren 1941, 1945, 1946, 1947, 1955 und 1957 zu sechs Siegen bei der Copa América. Nachdem Argentinien aber bei der Fußball-Weltmeisterschaft 1958 in Schweden nach einer 1:3-Niederlage gegen Deutschland und einer 1:6-Niederlage gegen die Tschechoslowakei, bei nur einem Sieg gegen Nordirland, bereits in der Vorrunde als Gruppenletzter ausschied, endete vorerst seine Tätigkeit. 1960 kehrte Stábile noch einmal für zehn Spiele zurück und führte Argentinien dabei zur Panamerikanischen Fußballmeisterschaft. 
Parallel zu seiner Tätigkeit für die Nationalmannschaft trainierte Stábile dabei auch Vereinsmannschaften. Von 1939 bis 1941 sowie 1943 und 1949 betreute er dabei seinen Stammverein CA Huracán. 1939 und 1940 wird er aber auch in den Listen von CA San Lorenzo de Almagro geführt.
Mit dem Racing Club, einem Verein in einem Vorort von Buenos Aires, den er von 1946 bis 1953 trainierte, gewann Stábile zwischen 1949 und 1951 drei Meisterschaften hintereinander. Dieser Meisterschafts-Hattrick war allerdings dadurch begünstigt, dass die Konkurrenten, wie das damals mächtige River Plate infolge des seinerzeitigen Spielerstreiks, der auch zur Abwanderung zahlreicher Stars ins Ausland führte, in Mitleidenschaft gezogen waren. Racing war hier insofern im Vorteil, als der Verein so gut wie alle Resultate des Streiks vorwegnahm und daher in dieser Phase am wenigsten unter den Folgen zu leiden hatte und so relativ am besten aufgestellt war.
Von 1960 bis zu seinem Tod im Alter von 60 Jahren 1966 leitete Stábile die nationale Trainerschule.

## Erfolge

### Als Spieler
Huracán
- Argentinischer Meister:

1925, 1928
- Copa Dr. Carlos Ibarguren

1925
Argentinien
- Vize-Weltmeister 1930
- Torschützenkönig der Weltmeisterschaft 1930

### Als Trainer
Argentinien
- Campeonato Sudamericano:

1941, 1945, 1946, 1947, 1955, 1957, 1959
- Panamerikanische Fußballmeisterschaft:

1960
Racing Club de Avellanda
- Argentinischer Meister:

1949, 1950, 1951